# Histoire de la machine à vapeur
 (octobre 2023).
Améliorez-le ou discutez des points à vérifier. 
 (octobre 2023).

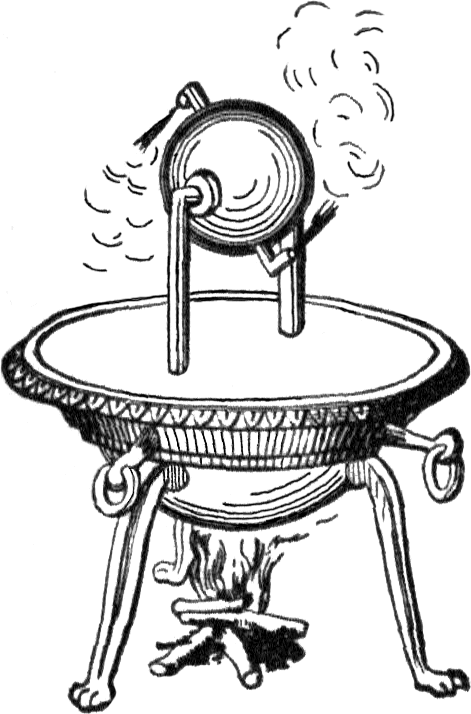
Éolipyle.

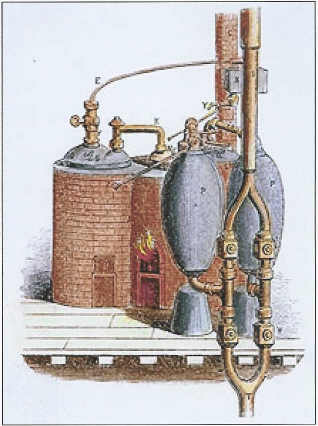
La pompe à vapeur Savery de 1698 - le premier appareil à vapeur commercialement réussi, construit par Thomas Savery.

La première machine à vapeur rudimentaire connue est l'aeolipile décrite par Héron d'Alexandrie dans l'Égypte romaine du Ier siècle. Plusieurs dispositifs à vapeur ont ensuite été expérimentés ou proposés, comme le cric à vapeur de Taqi al-Din, une turbine à vapeur dans l'Égypte ottomane du XVIe siècle, et la pompe à vapeur de Thomas Savery dans l'Angleterre du XVIIe siècle. En 1712, le moteur atmosphérique de Thomas Newcomen est devenu le premier moteur à succès commercial utilisant le principe du piston et du cylindre, qui était le type fondamental de moteur à vapeur utilisé jusqu'au début du XXe siècle. Le moteur à vapeur était utilisé pour pomper l'eau des mines de charbon.
Au cours de la révolution industrielle, les moteurs à vapeur ont commencé à remplacer l'énergie hydraulique et éolienne, pour devenir la source d'énergie dominante à la fin du XIXe siècle et le rester jusqu'aux premières décennies du XXe siècle, lorsque la turbine à vapeur et le moteur à combustion interne, plus efficaces, ont entraîné le remplacement rapide des moteurs à vapeur. La turbine à vapeur est devenue la méthode la plus courante d'entraînement des générateurs d'énergie électrique. Des recherches sont en cours pour déterminer s'il est possible de faire revivre le moteur à vapeur alternatif comme base de la nouvelle vague de technologie avancée de la vapeur.

## Précurseurs

### Premières utilisations de la puissance de la vapeur
Le premier moteur à vapeur rudimentaire connu et la première turbine à vapeur à réaction, l'éolienne, sont décrits par un mathématicien et ingénieur nommé Héron d'Alexandrie (Héron) dans l'Égypte romaine du Ier siècle, dans son manuscrit Spiritalia seu Pneumatica. La vapeur éjectée tangentiellement par des buses faisait tourner une boule pivotante. Son efficacité thermique était faible. Cela suggère que la conversion de la pression de la vapeur en mouvement mécanique était connue en Égypte romaine au Ier siècle. Héron a également conçu une machine qui utilisait l'air chauffé dans un feu d'autel pour déplacer une quantité d'eau d'un récipient fermé. Le poids de l'eau permettait de tirer une corde cachée pour actionner les portes du temple. Certains historiens ont confondu les deux inventions pour affirmer, à tort, que l'éolienne était capable de faire un travail utile.
Selon Guillaume de Malmesbury, en 1125, Reims abritait une église qui possédait un orgue alimenté par l'air s'échappant de la compression "par de l'eau chauffée", apparemment conçu et construit par le professeur Gerbertus.
Parmi les papiers de Léonard de Vinci datant de la fin du XVe siècle figure la conception d'un canon à vapeur appelé l'Architonnerre, qui fonctionne par l'afflux soudain d'eau chaude dans un canon scellé et chauffé au rouge.
Une turbine à vapeur à impact rudimentaire a été décrite en 1551 par Taqi al-Din, un philosophe, astronome et ingénieur de l'Égypte ottomane du XVIe siècle, qui a décrit une méthode pour faire tourner une broche au moyen d'un jet de vapeur jouant sur des aubes rotatives autour de la périphérie d'une roue. Un dispositif similaire pour faire tourner une broche a également été décrit plus tard par John Wilkins en 1648. Ces dispositifs étaient alors appelés "moulins" mais sont aujourd'hui connus sous le nom de vérins à vapeur. Une autre turbine à vapeur rudimentaire similaire est présentée par Giovanni Branca, un ingénieur italien, en 1629, pour faire tourner un dispositif d'échappement cylindrique qui soulevait et laissait tomber alternativement une paire de pilons travaillant dans des mortiers. Le flux de vapeur de ces premières turbines à vapeur n'était toutefois pas concentré et la majeure partie de son énergie était dissipée dans toutes les directions. Cela aurait entraîné un grand gaspillage d'énergie et leur utilisation industrielle n'a donc jamais été sérieusement envisagée.
En 1605, le mathématicien français David Rivault de Fleurence écrit dans son traité sur l'artillerie qu'il a découvert que l'eau, si elle était confinée dans une bombe et chauffée, ferait exploser les obus.
En 1606, l'Espagnol Jerónimo de Ayanz y Beaumont démontre et obtient un brevet pour une pompe à eau fonctionnant à la vapeur. Cette pompe est utilisée avec succès pour drainer les mines inondées de Guadalcanal, en Espagne.

## Développement de la machine à vapeur commerciale
Les découvertes qui, réunies par Thomas Newcomen en 1712, ont donné naissance à la machine à vapeur sont :
- Le concept de vide (c'est-à-dire une réduction de la pression en dessous de la pression ambiante)
- Le concept de la pression
- Techniques pour créer un vide
- Un moyen de générer de la vapeur
- Le piston et le cylindre

En 1643, Evangelista Torricelli a mené des expériences sur des pompes à eau à aspiration pour tester leurs limites, qui étaient d'environ 32 pieds (la pression atmosphérique est de 32,9 pieds ou 10,03 mètres. La pression de vapeur de l'eau abaisse la hauteur de levage théorique). Il a conçu une expérience utilisant un tube rempli de mercure et inversé dans un bol de mercure (un baromètre) et a observé un espace vide au-dessus de la colonne de mercure, qui, selon sa théorie, ne contenait rien, c'est-à-dire le vide.
Influencé par Torricelli, Otto von Guericke a inventé une pompe à vide en modifiant une pompe à air utilisée pour pressuriser un canon à air. Guericke a fait une démonstration en 1654 à Magdebourg, en Allemagne, où il était maire. Deux hémisphères de cuivre étaient assemblés et l'air était pompé. Les poids attachés aux hémisphères ne pouvaient pas les séparer tant que la valve d'air n'était pas ouverte. L'expérience a été répétée en 1656 avec deux équipes de 8 chevaux chacune, qui n'ont pas pu séparer les hémisphères de Magdebourg.
Gaspar Schott a été le premier à décrire l'expérience des hémisphères dans son ouvrage Mechanica Hydraulico-Pneumatica (1657).
Après avoir lu le livre de Schott, Robert Boyle a construit une pompe à vide améliorée et a mené des expériences connexes.
Denis Papin s'est intéressé à l'utilisation du vide pour générer une force motrice alors qu'il travaillait avec Christiaan Huygens et Gottfried Leibniz à Paris en 1663. Papin a travaillé pour Robert Boyle de 1676 à 1679, publiant un compte rendu de ses travaux dans Continuation of New Experiments (1680) et faisant une présentation à la Royal Society en 1689. À partir de 1690, Papin commence à expérimenter un piston pour produire de la puissance avec de la vapeur, en construisant des modèles de moteurs à vapeur. Il expérimente des moteurs à vapeur atmosphérique et à pression, et publie ses résultats en 1707.
En 1663, Edward Somerset, 2e marquis de Worcester, a publié un livre de 100 inventions décrivant une méthode pour faire monter l'eau d'un étage à l'autre, selon un principe similaire à celui du percolateur à café. Son système était le premier à séparer la chaudière (un tonneau de canon chauffé) de l'action de pompage. L'eau était admise dans un tonneau renforcé à partir d'une citerne, puis une vanne était ouverte pour admettre la vapeur provenant d'une chaudière séparée. La pression s'accumulait au-dessus de l'eau, l'entraînant dans un tuyau. Il a installé son dispositif à vapeur sur le mur de la grande tour du château de Raglan pour alimenter en eau la tour. Les rainures du mur où était installé le moteur étaient encore visibles au XIXe siècle. Cependant, personne n'était prêt à risquer de l'argent pour un concept aussi révolutionnaire, et sans bailleurs de fonds, la machine n'a pas été développée.
Samuel Morland, un mathématicien et inventeur qui travaillait sur les pompes, a laissé des notes au bureau d'ordonnance de Vauxhall sur un projet de pompe à vapeur que Thomas Savery a lu. En 1698, Savery construit une pompe à vapeur appelée "The Miner's Friend". Elle utilisait à la fois le vide et la pression. Elle a été utilisée pour des services de faible puissance pendant un certain nombre d'années.
Thomas Newcomen était un marchand qui vendait des articles en fonte. Le moteur de Newcomen était basé sur la conception du piston et du cylindre proposée par Papin. Dans le moteur de Newcomen, la vapeur était condensée par l'eau pulvérisée à l'intérieur du cylindre, ce qui provoquait une pression atmosphérique pour déplacer le piston. Le premier moteur de Newcomen a été installé pour le pompage dans une mine en 1712 à Dudley Castle dans le Staffordshire.

### Cylindres
Denis Papin (22 août 1647 - c. 1712) était un physicien, mathématicien et inventeur français, surtout connu pour son invention pionnière du digesteur à vapeur, l'ancêtre de la cocotte-minute. Au milieu des années 1670, Papin a collaboré avec le physicien néerlandais Christiaan Huygens sur un moteur qui chassait l'air d'un cylindre en faisant exploser de la poudre à canon à l'intérieur. Se rendant compte de l'incomplétude du vide produit par ce moyen et s'installant en Angleterre en 1680, Papin conçoit une version du même cylindre qui permet d'obtenir un vide plus complet en faisant bouillir de l'eau et en laissant ensuite la vapeur se condenser ; de cette manière, il peut soulever des poids en attachant l'extrémité du piston à une corde passant sur une poulie. En tant que modèle de démonstration, le système fonctionnait, mais pour pouvoir répéter le processus, il fallait démonter et remonter l'ensemble de l'appareil. Papin a rapidement compris que pour réaliser un cycle automatique, la vapeur devrait être générée séparément dans une chaudière ; il n'a cependant pas poussé le projet plus loin. Papin a également conçu un bateau à aubes actionné par un jet jouant sur la roue d'un moulin, en combinant les conceptions de Taqi al Din et de Savery, et on lui attribue également un certain nombre de dispositifs importants tels que la soupape de sécurité. Les années de recherche de Papin sur les problèmes d'exploitation de la vapeur devaient jouer un rôle clé dans le développement des premiers moteurs industriels à succès qui suivirent sa mort.

### Pompe à vapeur Savery
La première machine à vapeur à être appliquée industriellement est la "machine à feu" ou "Miner's Friend", conçue par Thomas Savery en 1698. Il s'agissait d'une pompe à vapeur sans piston, similaire à celle développée par Worcester. Savery a apporté deux contributions essentielles qui ont considérablement amélioré l'aspect pratique de la conception. Tout d'abord, afin de permettre à l'alimentation en eau d'être placée sous le moteur, il a utilisé la vapeur condensée pour produire un vide partiel dans le réservoir de pompage (le baril dans l'exemple de Worcester) et l'utiliser pour tirer l'eau vers le haut. Deuxièmement, afin de refroidir rapidement la vapeur pour produire le vide, il a fait couler de l'eau froide sur le réservoir.

Le fonctionnement nécessitait plusieurs vannes ; lorsque le réservoir était vide au début d'un cycle, une vanne était ouverte pour laisser entrer la vapeur. La vanne était fermée pour sceller le réservoir et la vanne d'eau de refroidissement était ouverte pour condenser la vapeur et créer un vide partiel. Une vanne d'alimentation était ouverte, tirant l'eau vers le haut dans le réservoir, et le moteur typique pouvait tirer l'eau jusqu'à 20 pieds. Le moteur typique pouvait tirer de l'eau jusqu'à 6 mètres. Cette vanne était fermée et la vanne de vapeur rouverte, créant une pression sur l'eau et la pompant vers le haut, comme dans le modèle Worcester. Le cycle a essentiellement doublé la distance sur laquelle l'eau pouvait être pompée pour une pression de vapeur donnée, et les exemples de production ont fait monter l'eau d'environ 40 pieds.
Le moteur de Savery a résolu un problème qui n'était devenu sérieux que récemment : faire remonter l'eau des mines du sud de l'Angleterre à mesure qu'elles atteignaient des profondeurs plus importantes. Le moteur de Savery était un peu moins efficace que celui de Newcomen, mais cela était compensé par le fait que la pompe séparée utilisée par le moteur de Newcomen était inefficace, ce qui donnait aux deux moteurs à peu près le même rendement de 6 millions de livres-pieds par boisseau de charbon (moins de 1%). Le moteur Savery n'était pas non plus très sûr car une partie de son cycle nécessitait de la vapeur sous pression fournie par une chaudière, et étant donné la technologie de l'époque, le récipient sous pression ne pouvait pas être suffisamment solide et était donc sujet à l'explosion. L'explosion d'une de ses pompes à Broad Waters (près de Wednesbury), vers 1705, marque probablement la fin des tentatives d'exploitation de son invention.
Le moteur Savery était moins cher que celui de Newcomen et était produit en plus petite taille. Certains constructeurs ont fabriqué des versions améliorées du moteur Savery jusqu'à la fin du XVIIIe siècle. Bento de Moura Portugal, FRS, a introduit une amélioration ingénieuse de la construction de Savery "pour le rendre capable de fonctionner lui-même", comme décrit par John Smeaton dans les Philosophical Transactions publiées en 1751.

## Moteurs à condensation atmosphérique

### Moteur "atmosphérique" de Newcomen
C'est Thomas Newcomen qui, avec son "moteur atmosphérique" de 1712, a rassemblé la plupart des éléments essentiels établis par Papin afin de développer la première machine à vapeur pratique pour laquelle il pouvait y avoir une demande commerciale. Cette machine se présentait sous la forme d'un moteur à poutre alternatif installé au niveau de la surface et entraînant une succession de pompes à une extrémité de la poutre. Le moteur, attaché par des chaînes à l'autre extrémité de la poutre, fonctionnait sur le principe de l'atmosphère ou du vide.
La conception de Newcomen utilisait certains éléments de concepts antérieurs. Comme le concept de Savery, le moteur de Newcomen utilisait la vapeur, refroidie par l'eau, pour créer un vide. Cependant, contrairement à la pompe de Savery, Newcomen utilisait le vide pour tirer sur un piston au lieu de tirer directement sur l'eau. L'extrémité supérieure du cylindre était ouverte à la pression atmosphérique, et lorsque le vide se formait, la pression atmosphérique au-dessus du piston le poussait vers le bas dans le cylindre. Le piston était lubrifié et étanchéifié par un filet d'eau provenant de la même citerne qui fournissait l'eau de refroidissement. De plus, pour améliorer l'effet de refroidissement, il pulvérisait de l'eau directement dans le cylindre.
Le piston était attaché par une chaîne à une grande poutre pivotante. Lorsque le piston tirait sur la poutre, l'autre côté de la poutre était tiré vers le haut. Cette extrémité était attachée à une tige qui tirait sur une série de poignées de pompe conventionnelles dans la mine. À la fin de cette course motrice, la soupape à vapeur était rouverte et le poids des tiges de la pompe tirait la poutre vers le bas, soulevant le piston et attirant à nouveau la vapeur dans le cylindre.
L'utilisation du piston et de la poutre permettait au moteur Newcomen d'alimenter des pompes à différents niveaux dans toute la mine, tout en éliminant le besoin de vapeur à haute pression. L'ensemble du système était isolé dans un seul bâtiment à la surface. Bien qu'inefficaces et extrêmement gourmands en charbon (par rapport aux moteurs ultérieurs), ces moteurs ont permis de soulever des volumes d'eau bien plus importants et à des profondeurs bien plus grandes que ce qui avait été possible auparavant. Plus de 100 moteurs Newcomen étaient installés en Angleterre en 1735, et on estime qu'il y en avait jusqu'à 2 000 en service en 1800 (y compris les versions de Watt).
John Smeaton a apporté de nombreuses améliorations au moteur Newcomen, notamment aux joints, et en les améliorant, il a pu presque tripler leur efficacité. Il a également préféré utiliser des roues plutôt que des poutres pour transférer la puissance du cylindre, ce qui a rendu ses moteurs plus compacts. Smeaton fut le premier à développer une théorie rigoureuse de la conception et du fonctionnement des moteurs à vapeur. Il a travaillé à rebours à partir du rôle prévu pour calculer la quantité de puissance nécessaire à la tâche, la taille et la vitesse du cylindre qui la fournirait, la taille de la chaudière nécessaire pour l'alimenter et la quantité de combustible qu'elle consommerait. Il les a développées de manière empirique après avoir étudié des dizaines de moteurs Newcomen en Cornouailles et à Newcastle, et construit son propre moteur expérimental chez lui à Austhorpe en 1770. Au moment de l'introduction du moteur de Watt, quelques années plus tard, Smeaton avait construit des dizaines de moteurs de plus en plus grands atteignant les 100 chevaux.

### Le condensateur séparé de Watt
Alors qu'il travaillait à l'université de Glasgow en tant que fabricant et réparateur d'instruments en 1759, James Watt fut initié à la puissance de la vapeur par le professeur John Robison. Fasciné, Watt se mit à lire tout ce qu'il pouvait sur le sujet, et développa indépendamment le concept de chaleur latente, qui n'avait été publié que récemment par Joseph Black à la même université. Lorsque Watt apprit que l'université possédait un petit modèle fonctionnel d'un moteur Newcomen, il fit pression pour qu'il soit ramené de Londres où il était réparé sans succès. Watt a réparé la machine, mais a constaté qu'elle était à peine fonctionnelle même une fois entièrement réparée.
Après avoir travaillé sur la conception, Watt a conclu que 80 % de la vapeur utilisée par le moteur était gaspillée. Au lieu de fournir une force motrice, elle était utilisée pour chauffer le cylindre. Dans la conception de Newcomen, chaque course motrice était amorcée par un jet d'eau froide, qui non seulement condensait la vapeur, mais refroidissait également les parois du cylindre. Cette chaleur devait être remplacée avant que le cylindre n'accepte à nouveau la vapeur. Dans le moteur Newcomen, la chaleur n'était fournie que par la vapeur, de sorte que lorsque la soupape de vapeur était rouverte, la grande majorité de la vapeur se condensait sur les parois froides dès qu'elle était admise dans le cylindre. Il fallait beaucoup de temps et de vapeur pour que le cylindre se réchauffe à nouveau et que la vapeur commence à le remplir.
Watt a résolu le problème de l'eau pulvérisée en évacuant l'eau froide vers un autre cylindre, placé à côté du cylindre moteur. Une fois la course d'induction terminée, une vanne était ouverte entre les deux, et toute vapeur qui entrait dans le cylindre se condensait dans ce cylindre froid. Cela créait un vide qui attirait davantage de vapeur dans le cylindre, et ainsi de suite jusqu'à ce que la vapeur soit en grande partie condensée. La soupape était alors fermée et le fonctionnement du cylindre principal continuait comme sur un moteur Newcomen conventionnel. Comme le cylindre moteur restait à la température opérationnelle tout au long du processus, le système était prêt pour une nouvelle course dès que le piston était ramené vers le haut. Le maintien de la température était assuré par une chemise entourant le cylindre et dans laquelle la vapeur était admise. Watt a produit un modèle fonctionnel en 1765.
Convaincu qu'il s'agissait d'une grande avancée, Watt a conclu des partenariats pour fournir du capital-risque pendant qu'il travaillait sur la conception. Non content de cette seule amélioration, Watt travailla sans relâche à une série d'autres améliorations de pratiquement toutes les parties du moteur. Watt a encore amélioré le système en ajoutant une petite pompe à vide pour aspirer la vapeur du cylindre vers le condensateur, améliorant encore les temps de cycle. Un changement plus radical par rapport à la conception de Newcomen consistait à fermer le haut du cylindre et à introduire de la vapeur à basse pression au-dessus du piston. Désormais, la puissance n'était pas due à la différence entre la pression atmosphérique et le vide, mais à la pression de la vapeur et du vide, une valeur légèrement supérieure. Lors de la course de retour vers le haut, la vapeur sur le dessus était transférée par un tuyau vers le dessous du piston, prête à être condensée pour la course vers le bas. L'étanchéité du piston sur un moteur Newcomen avait été obtenue en maintenant une petite quantité d'eau sur sa face supérieure. Cela n'était plus possible dans le moteur de Watt en raison de la présence de la vapeur. Watt a déployé des efforts considérables pour trouver un joint qui fonctionne, finalement obtenu en utilisant un mélange de suif et d'huile. La tige du piston passait également à travers un presse-étoupe sur le couvercle supérieur du cylindre, scellé de manière similaire.
Le problème d'étanchéité du piston était dû au fait qu'il n'y avait aucun moyen de produire un cylindre suffisamment rond. Watt a essayé de faire percer des cylindres en fonte, mais ils étaient trop ovalisés. Watt a été contraint d'utiliser un cylindre en fer martelé. La citation suivante est tirée de Roe (1916) :
" Lorsque [John] Smeaton a vu le moteur pour la première fois, il a rapporté à la Société des ingénieurs que " ni les outils ni les ouvriers n'existaient qui pouvaient fabriquer une machine aussi complexe avec une précision suffisante ". "
Watt a finalement considéré que la conception était suffisamment bonne pour être publiée en 1774, et le moteur Watt a été mis sur le marché. Comme certaines parties de la conception pouvaient être facilement adaptées aux moteurs Newcomen existants, il n'était pas nécessaire de construire un moteur entièrement nouveau dans les mines. Au lieu de cela, Watt et son partenaire commercial Matthew Boulton ont concédé une licence pour les améliorations apportées aux opérateurs de moteurs, en leur faisant payer une partie de l'argent qu'ils économiseraient en réduisant les coûts de carburant. Le concept a connu un grand succès, et la société Boulton and Watt a été créée pour concéder des licences sur le concept et aider les nouveaux fabricants à construire les moteurs. Les deux hommes ouvriront plus tard la fonderie de Soho pour produire leurs propres moteurs.
En 1774, John Wilkinson invente une aléseuse dont l'arbre portant l'outil d'alésage est soutenu aux deux extrémités et traverse le cylindre, contrairement aux aléseuses en porte-à-faux utilisées à l'époque. Avec cette machine, il a pu aléser avec succès le cylindre du premier moteur commercial de Boulton et Watt en 1776.
Watt n'a jamais cessé d'améliorer ses conceptions. Il a encore amélioré la vitesse du cycle de fonctionnement, a introduit des régulateurs, des soupapes automatiques, des pistons à double effet, une variété de prises de force rotatives et de nombreuses autres améliorations. La technologie de Watt a permis la généralisation de l'utilisation commerciale des moteurs à vapeur stationnaires.
Humphrey Gainsborough a produit un modèle de moteur à vapeur à condensation dans les années 1760, qu'il a montré à Richard Lovell Edgeworth, membre de la Lunar Society. Gainsborough pensait que Watt avait utilisé ses idées pour cette invention ; cependant, James Watt n'était pas membre de la Lunar Society à cette époque et ses nombreux récits expliquant la succession de processus de pensée menant à la conception finale tendraient à démentir cette histoire.
La puissance était toujours limitée par la faible pression, la cylindrée du cylindre, les taux de combustion et d'évaporation et la capacité du condenseur. Le rendement théorique maximum était limité par le différentiel de température relativement faible de part et d'autre du piston ; cela signifiait que pour qu'un moteur Watt fournisse une quantité de puissance utilisable, les premiers moteurs de production devaient être très grands, et étaient donc coûteux à construire et à installer.

### Moteurs Watt à double effet et rotatifs
Watt a développé un moteur à double effet dans lequel la vapeur entraînait le piston dans les deux sens, augmentant ainsi la vitesse et le rendement du moteur. Le principe du double effet augmentait également de manière significative la puissance d'un moteur de taille donnée.
Boulton et Watt ont développé le moteur à mouvement alternatif pour en faire un moteur rotatif. Contrairement au moteur Newcomen, le moteur Watt pouvait fonctionner de manière suffisamment souple pour être relié à un arbre d'entraînement - via des engrenages solaires et planétaires - afin de fournir une puissance rotative avec des cylindres de condensation à double effet. Le premier exemplaire a été construit en tant que démonstrateur et a été installé dans l'usine de Boulton pour faire fonctionner des machines pour le rodage (polissage) de boutons ou autres. Pour cette raison, il a toujours été connu sous le nom de "Lap Engine". Dans les premières machines à vapeur, le piston est généralement relié par une tige à une poutre équilibrée, plutôt que directement à un volant, et ces moteurs sont donc connus comme des moteurs à poutre.
Les premières machines à vapeur n'offraient pas une vitesse suffisamment constante pour les opérations critiques telles que le filage du coton. Pour contrôler la vitesse, le moteur était utilisé pour pomper de l'eau pour une roue hydraulique, qui alimentait les machines.

## Moteurs à haute pression
Au fur et à mesure que le XVIIIe siècle avançait, la demande de pressions plus élevées se faisait entendre ; Watt s'y opposait fortement et utilisait le monopole que lui conférait son brevet pour empêcher les autres de construire des moteurs à haute pression et de les utiliser dans des véhicules. Il se méfiait de la technologie des chaudières de l'époque, de la façon dont elles étaient construites et de la résistance des matériaux utilisés.
Les principaux avantages des moteurs à haute pression étaient les suivants :
1. Ils pouvaient être faits beaucoup plus petits qu'auparavant pour une puissance donnée. Il était donc possible de développer des moteurs à vapeur suffisamment petits et puissants pour se propulser et propulser d'autres objets. En conséquence, la puissance de la vapeur pour le transport est devenue pratique sous la forme de navires et de véhicules terrestres, ce qui a révolutionné le transport de marchandises, les voyages, la stratégie militaire et pratiquement tous les aspects de la société.
2. En raison de leur taille réduite, ils étaient beaucoup moins coûteux.
3. Ils ne nécessitaient pas les importantes quantités d'eau de refroidissement du condensateur requises par les moteurs atmosphériques.
4. Ils pouvaient être conçus pour fonctionner à des vitesses plus élevées, ce qui les rendait plus adaptés à la propulsion des machines.

Les inconvénients sont les suivants :
1. Dans la gamme des basses pressions, ils étaient moins efficaces que les moteurs à condensation, surtout si la vapeur n'était pas utilisée de manière expansive.
2. Ils étaient plus sensibles aux explosions de chaudières.

La principale différence entre le fonctionnement des moteurs à vapeur à haute et à basse pression est la source de la force qui déplace le piston. Dans les moteurs de Newcomen et de Watt, c'est la condensation de la vapeur qui crée la plus grande partie de la différence de pression. La pression atmosphérique (Newcomen) et la vapeur à basse pression, rarement plus de 7 psi de pression de chaudière, plus le vide du condenseur (Watt), font bouger le piston. Dans un moteur haute pression, la plus grande partie de la différence de pression est fournie par la vapeur haute pression de la chaudière ; le côté basse pression du piston peut être à la pression atmosphérique ou relié à la pression du condenseur. Le diagramme indicateur de Newcomen, presque entièrement sous la ligne atmosphérique, connaîtra une renaissance près de 200 ans plus tard avec le cylindre basse pression des moteurs à triple expansion contribuant à environ 20 % de la puissance du moteur, à nouveau presque entièrement sous la ligne atmosphérique.
Le premier défenseur connu de la "vapeur forte" est Jacob Leupold dans son projet de moteur qui apparaît dans des ouvrages encyclopédiques vers 1725. Divers projets de bateaux et de véhicules propulsés par la vapeur sont également apparus au cours du siècle, l'un des plus prometteurs étant celui de Nicolas-Joseph Cugnot qui a fait la démonstration de son "fardier" (chariot à vapeur) en 1769. La pression de travail utilisée pour ce véhicule est inconnue, mais la petite taille de la chaudière ne permettait pas de produire suffisamment de vapeur pour que le fardier puisse avancer de plus de quelques centaines de mètres à la fois avant de devoir s'arrêter pour augmenter la vapeur. D'autres projets et modèles ont été proposés, mais comme pour le modèle de William Murdoch de 1784, beaucoup ont été bloqués par Boulton et Watt.
Cela ne s'appliquait pas aux États-Unis et, en 1788, un bateau à vapeur construit par John Fitch était exploité en service commercial régulier le long du fleuve Delaware entre Philadelphie (Pennsylvanie) et Burlington (New Jersey), transportant jusqu'à 30 passagers. Ce bateau pouvait atteindre une vitesse de 7 à 8 miles par heure et a parcouru plus de 3 200 km au cours de sa courte période de service. Le bateau à vapeur Fitch n'a pas été un succès commercial, car cet itinéraire était suffisamment couvert par des routes de chariots relativement bonnes. En 1802, William Symington construisit un bateau à vapeur pratique et, en 1807, Robert Fulton utilisa un moteur à vapeur Watt pour propulser le premier bateau à vapeur à succès commercial.
Oliver Evans, à son tour, était en faveur de la "vapeur forte" qu'il appliquait aux moteurs de bateaux et aux utilisations stationnaires. Il est un pionnier des chaudières cylindriques ; cependant, les chaudières d'Evans ont subi plusieurs explosions graves, ce qui tend à donner du poids aux scrupules de Watt. Il a fondé la Pittsburgh Steam Engine Company en 1811 à Pittsburgh, en Pennsylvanie. Cette société a introduit les moteurs à vapeur à haute pression dans le commerce des bateaux de rivière dans le bassin du Mississippi.
Le premier moteur à vapeur à haute pression a été inventé en 1800 par Richard Trevithick.
L'importance d'élever la vapeur sous pression (d'un point de vue thermodynamique) est qu'elle atteint une température plus élevée. Ainsi, tout moteur utilisant de la vapeur à haute pression fonctionne à une température et à une pression différentielle plus élevées que celles d'un moteur à vide à basse pression. Le moteur à haute pression est donc devenu la base de la plupart des développements ultérieurs de la technologie de la vapeur alternative. Pourtant, vers 1800, la "haute pression" correspondait à ce que l'on considère aujourd'hui comme une très basse pression, c'est-à-dire 276-345 kPa (40-50 psi), le fait étant que le moteur haute pression en question n'était pas à condensation, qu'il était mû uniquement par la puissance expansive de la vapeur et qu'une fois que la vapeur avait accompli son travail, elle était généralement évacuée à une pression supérieure à la pression atmosphérique. Le souffle de la vapeur d'échappement dans la cheminée pouvait être exploité pour créer un tirage induit à travers la grille du feu et ainsi augmenter le taux de combustion, créant ainsi plus de chaleur dans un four plus petit, au prix de la création d'une contre-pression sur le côté échappement du piston.
Le 21 février 1804, à l'usine sidérurgique de Penydarren à Merthyr Tydfil dans le sud du Pays de Galles, la première machine à vapeur ferroviaire autopropulsée ou locomotive à vapeur, construite par Richard Trevithick, a fait l'objet d'une démonstration.

### Moteur et compoundage de Cornouailles
Vers 1811, Richard Trevithick a dû mettre à jour un moteur de pompage Watt afin de l'adapter à l'une de ses nouvelles grandes chaudières cylindriques Cornish. Lorsque Trevithick partit pour l'Amérique du Sud en 1816, ses améliorations furent poursuivies par William Sims. Parallèlement, Arthur Woolf a développé un moteur composé à deux cylindres, de sorte que la vapeur se détend dans un cylindre à haute pression avant d'être libérée dans un cylindre à basse pression. L'efficacité a encore été améliorée par Samuel Groase, qui a isolé la chaudière, le moteur et les tuyaux.
La pression de la vapeur au-dessus du piston a été augmentée pour atteindre 40 psi (0,28 MPa) ou même 50 psi (0,34 MPa) et fournit désormais une grande partie de la puissance pour la course descendante ; en même temps, la condensation a été améliorée. L'efficacité s'en trouve considérablement améliorée et d'autres moteurs de pompage sur le système Cornish (souvent connus sous le nom de moteurs Cornish) ont continué à être construits tout au long du XIXe siècle. Les moteurs Watt plus anciens ont été mis en conformité.
L'adoption de ces améliorations cornouaillaises a été lente dans les régions de fabrication de textiles où le charbon était bon marché, en raison du coût d'investissement plus élevé des moteurs et de l'usure plus importante qu'ils subissaient. Le changement n'a commencé que dans les années 1830, généralement par compoundage en ajoutant un autre cylindre (haute pression).
Une autre limite des premières machines à vapeur était la variabilité de la vitesse, ce qui les rendait inadaptées à de nombreuses applications textiles, notamment la filature. Afin d'obtenir des vitesses régulières, les premières usines textiles à vapeur utilisaient le moteur à vapeur pour pomper l'eau vers une roue hydraulique, qui entraînait les machines.
Un grand nombre de ces moteurs ont été fournis dans le monde entier et ont assuré un service fiable et efficace pendant de très nombreuses années, avec une consommation de charbon considérablement réduite. Certaines d'entre elles étaient très grandes et ce type de machine a continué à être construit jusque dans les années 1890.

## Moteur Corliss
Le moteur à vapeur Corliss (breveté en 1849) a été considéré comme la plus grande amélioration depuis James Watt. Le moteur Corliss avait un contrôle de vitesse grandement amélioré et un meilleur rendement, ce qui le rendait adapté à toutes sortes d'applications industrielles, y compris la filature.
Corliss utilisait des orifices séparés pour l'alimentation en vapeur et l'échappement, ce qui empêchait l'échappement de refroidir le passage utilisé par la vapeur chaude. Corliss utilisait également des vannes partiellement rotatives qui permettaient une action rapide, contribuant ainsi à réduire les pertes de pression. Les soupapes elles-mêmes étaient également une source de friction réduite, notamment par rapport à la soupape à glissière, qui utilisait généralement 10 % de la puissance d'un moteur.
Corliss utilisait une coupure variable automatique. Le mécanisme de soupape contrôlait la vitesse du moteur en utilisant le régulateur pour faire varier le moment de la coupure. En plus d'un meilleur contrôle de la vitesse, ce système est en partie responsable de l'amélioration du rendement.

## Moteur à vapeur à grande vitesse Porter-Allen
Le moteur Porter-Allen, introduit en 1862, utilisait un mécanisme avancé d'engrenage de soupape développé pour Porter par Allen, un mécanicien aux capacités exceptionnelles, et était d'abord généralement connu sous le nom de moteur Allen. Le moteur à grande vitesse était une machine de précision bien équilibrée, des réalisations rendues possibles par les progrès des machines-outils et de la technologie de fabrication.
Le moteur à grande vitesse fonctionnait à des vitesses de piston de trois à cinq fois supérieures à celles des moteurs ordinaires. Il présentait également une variabilité à basse vitesse. Le moteur à grande vitesse était largement utilisé dans les scieries pour alimenter les scies circulaires. Plus tard, il a été utilisé pour la production d'électricité.
Ce moteur présentait plusieurs avantages. Il pouvait, dans certains cas, être couplé directement. Si des engrenages ou des courroies et des tambours étaient utilisés, ils pouvaient être de taille beaucoup plus réduite. Le moteur lui-même était également petit pour la quantité de puissance qu'il développait.
Porter a grandement amélioré le régulateur à boules volantes en réduisant le poids rotatif et en ajoutant un poids autour de l'arbre. Cela a considérablement amélioré le contrôle de la vitesse. Le régulateur de Porter est devenu le principal type de régulateur en 1880.
Le rendement du moteur Porter-Allen était bon, mais pas égal à celui du moteur Corliss.

### Moteur à flux unique (ou unaflow)
Le moteur uniflow était le type le plus efficace de moteur à haute pression. Il a été inventé en 1911 et a été utilisé dans les navires, mais a été remplacé par les turbines à vapeur et plus tard par les moteurs diesel marins.